# María del Carmen Auxilio González Villaseñor
María del Carmen Auxilio González Villaseñor es una investigadora del Instituto de Biología de la Universidad Nacional Autónoma de México. La Dra. González Villaseñor forma parte del Sistema Nacional de Investigadores. Asimismo es corresponsal del Instituto de Biología en el área de botánica.

## Trayectoria
Obtuvo el grado de licenciatura en Biología en 1986 por la Escuela de Biología de la Universidad Autónoma de Guadalajara; maestría en 1993 y doctorado en 1997, ambos por la Facultad de Ciencias de la Universidad Nacional Autónoma de México.

## Líneas de investigación
Sus estudios se enfocan en la biología de hongos de hábitats marinos y agua dulce. Particularmente el phylum Ascomycota.

## Publicaciones
Entre sus publicaciones más destacadas se encuentran:
- González-Andrade, M, P. del Valle, M. L. Macías-Rubalcava, A. Sosa-Peinado, M. C. González y R. Mata. 2013. Calmodulin Inhibitors from Aspergillus stromatoides. Chemistry & Biodiversity, 10(3): 328-37.
- González, M. C, y R. T. Hanlin. 2010. Potential use of marine arenicolous ascomycetes as bioindicators of ecosystem disturbance on sandy Cancun beaches: Corollospora maritima as a candidate species. Botanica Marina, 53: 577-580.